# Chizuru Arai
Chizuru Arai (新井 千鶴, Arai Chizuru; Yorii, 1 de novembro de 1993) é uma judoca japonesa, campeã olímpica.

## Carreira
Arai esteve nos Jogos Olímpicos de Verão de 2020 em Tóquio, onde participou do confronto de peso médio, conquistando a medalha de ouro após derrotar a austríaca Michaela Polleres. Além disso, compôs o grupo japonês detentor da medalha de prata na disputa por equipes.